# Lancha de desembarco mecanizada

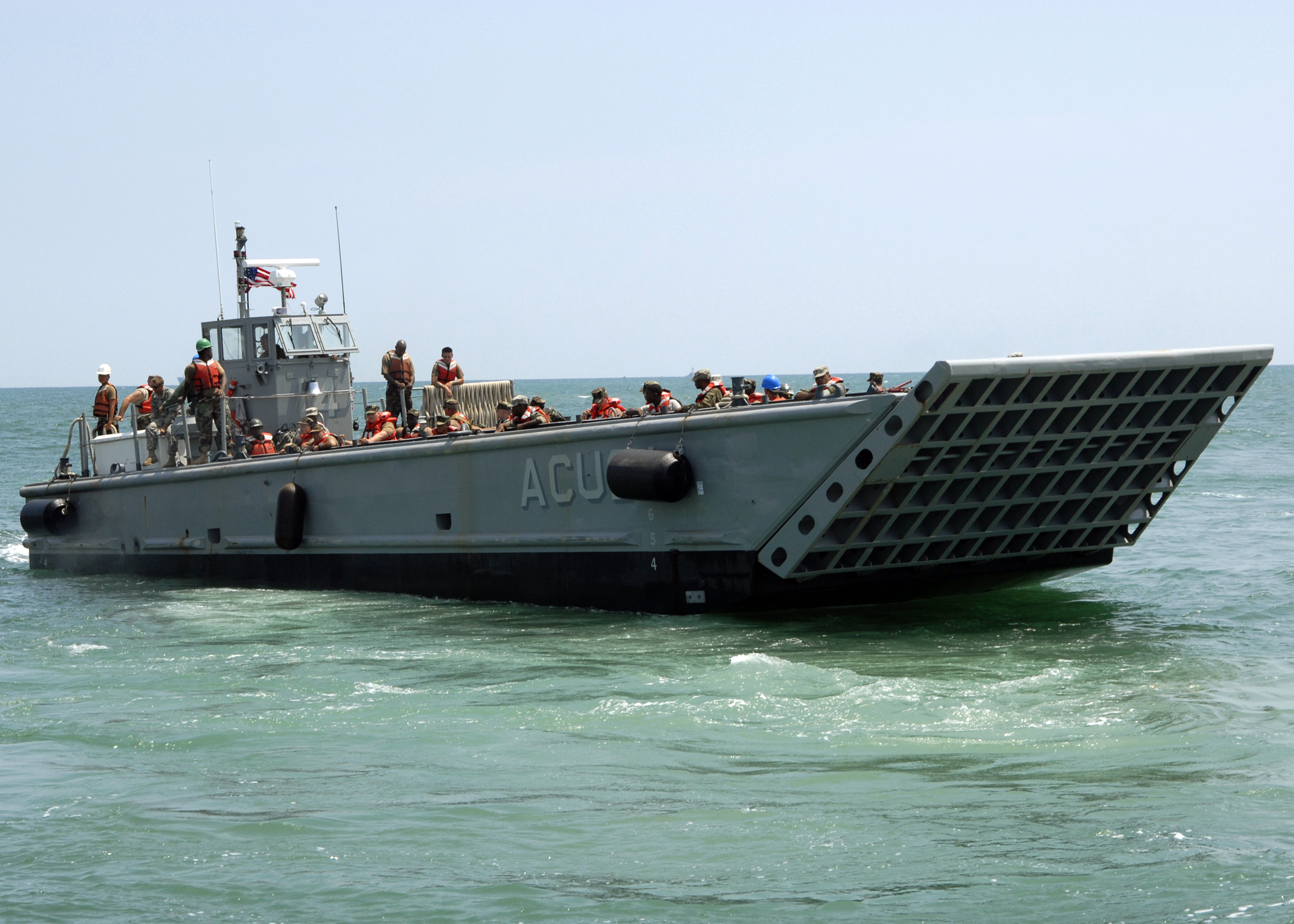
Una barcaza de desembarco de vehículos estadounidense, junio de 2009.

La barcaza de desembarco de vehiculos, del inglés, Landing Craft Mechanized (LCM) es una barcaza de desembarco diseñada para transportar vehículos. Llegaron a un punto álgido durante la Segunda Guerra Mundial, cuando fueron utilizados para transportar tropas y tanques a tierra aliadas durante asaltos anfibios.
Las barcazas de desembarco según el Diccionario de la RAE es "Barco de poco calado con porton abatible para el desembarco de tropas o armamento".
Son barcos de poco calado y fondo plano, que les hace adecuados en playas, estuarios y ríos, pero poco estables en mar abierto.

## Operadores
- Turquía - Armada de Turquía[1]
- Estados Unidos - Armada de los Estados Unidos
- Tailandia - Real Armada Tailandesa
- Australia - Armada Real Australiana
- Australia - Ejército de Tierra de Australia
- España - Armada Española
- Nueva Zelanda - Armada Real Neozelandesa
- Egipto - Armada de Egipto

### Antiguos operadores
- República de Vietnam - Armada de la República de Vietnam
- República Jemer - Armada Nacional Jemer